# Elo giratório

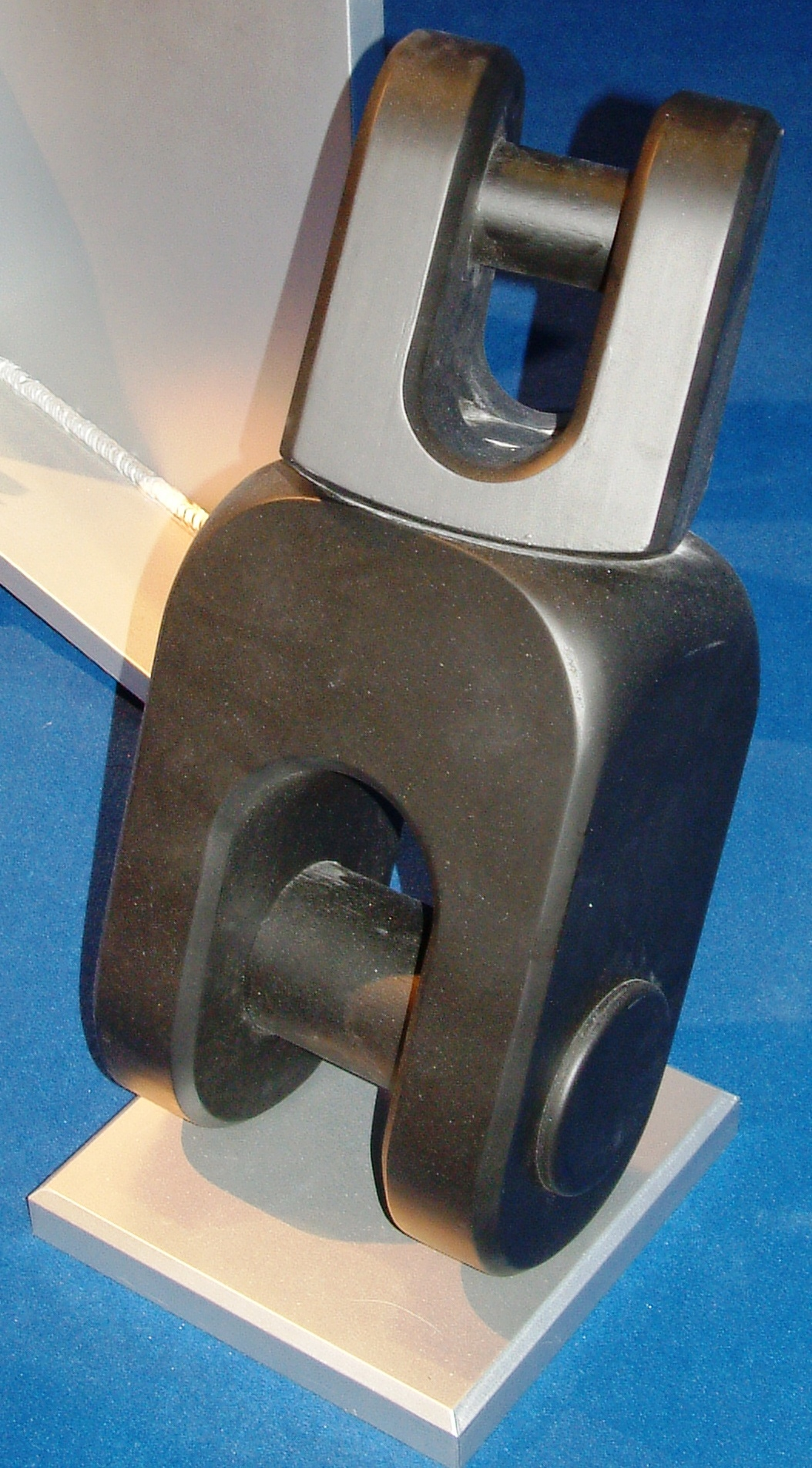
Um elo giratório como junta.

Um elo giratório é um tipo de conexão mecânica composta por duas partes de forma que uma gire sobre a outra livremente em um movimento circular completo e contínuo, independente do objeto preso a ela estar fixo ou não. O desenho comum de um elo giratório é uma forma cilíndrica com um pivô que permite sua rotação. Esse tipo de conexão possui uma larga gama de aplicações e propósitos, geralmente onde é necessário o movimento giratório, como correntes de navios, coleiras de cães, zarelhos para prender bandoleiras a armas, entre outros.

## Galeria

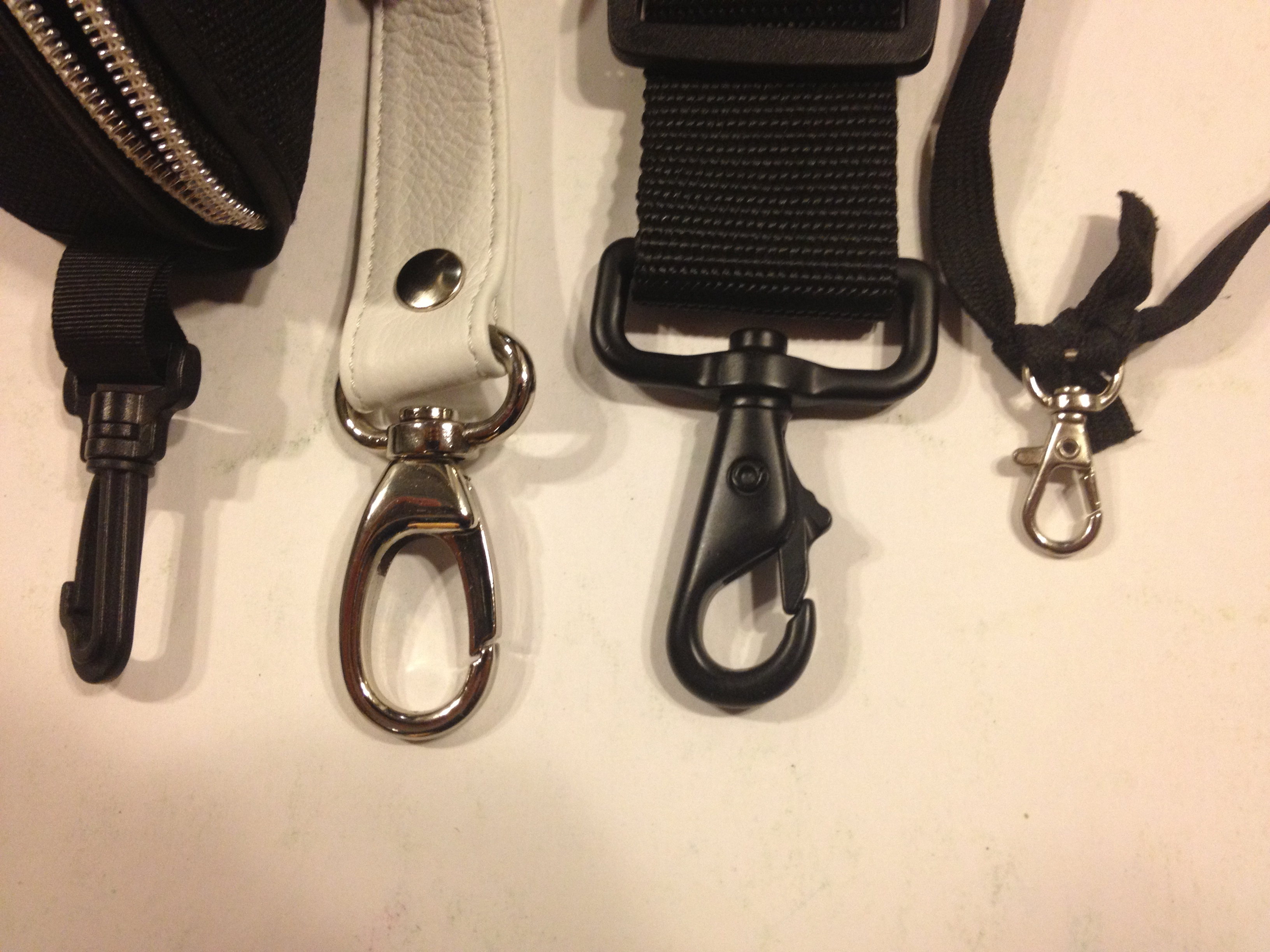
Exemplos comuns de elos giratórios.
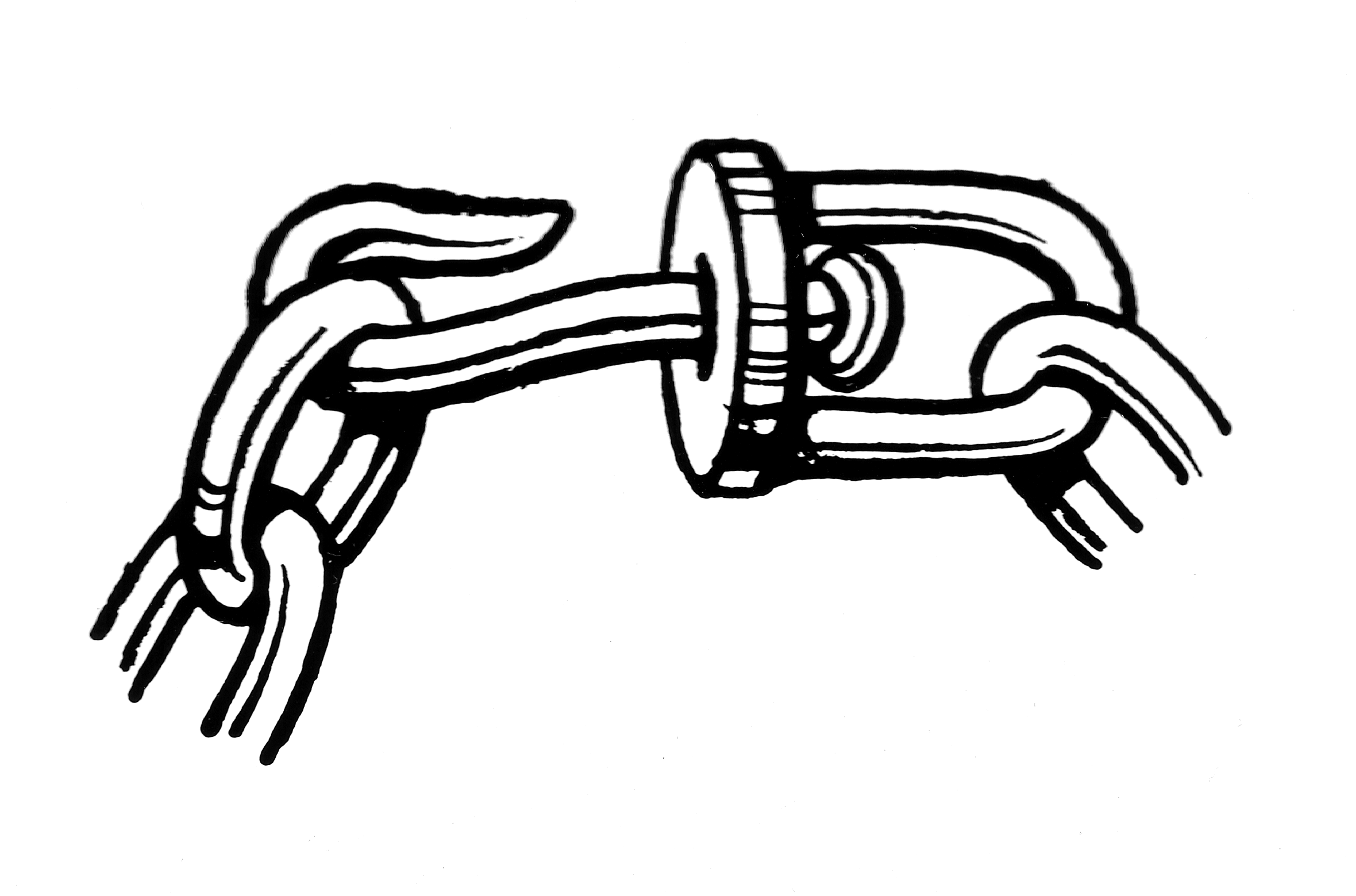
Um elo giratório compondo uma corrente.